# Achada do Poiso
Achada do Poiso é um sítio da serra do Curral das Freiras, concelho de Câmara de Lobos, Ilha da Madeira.